# جيمس هوغن
جيمس هوغن هو سياسي كندي، ولد في 1872، وتوفي في 8 يناير 1935. انتخب عضو المجلس التشريعي من ساسكاتشوان.